# Acanthoplesiops echinatus
Acanthoplesiops echinatus är en fiskart som beskrevs av Smith-vaniz och Johnson, 1990. Acanthoplesiops echinatus ingår i släktet Acanthoplesiops och familjen Plesiopidae. Inga underarter finns listade i Catalogue of Life.